# Anomalon victorovi
Anomalon victorovi là một loài tò vò trong họ Ichneumonidae.